# Němčice (Loket)
Němčice je malá vesnice, část obce Loket v okrese Benešov. Nachází se asi 3,5 km na severozápad od Lokte. V roce 2009 zde bylo evidováno 42 adres.
Němčice leží v katastrálním území Němčice u Dolních Kralovic o rozloze 2,49 km².

## Název
Jméno vesnice pochází z osobního jména Němec.[zdroj⁠?!]

## Historie
Němčice se nachází na břehu vodárenské přezdrže, utvořené na Sedlickém potoce. První písemná zmínka o vesnici pochází z roku 1318.
Prvním majitelem vesnice byl Jan z Němčic. Ten přebýval v blíže nepopsané tvrzi. Ještě v roce 1900 se v části Suchý les nalézaly zbytky základů, o kterých místní lidé tvrdili, že jsou to základy tvrze. Dalším majitelem vesnice se stal v roce 1419 Václav z Němčic. Václav je uváděn v tomto roce v pozůstatcích zemských desek Království českého. V letech 1441 a 1442 se zde uvádějí Petr a Zdislav z Němčic. Němčice byly svobodnickou vsí. Ve stavení č.p. 14 býval i svobodnický soud. Němčice patřily v roce 1533 k vlašimskému panství. Pod křivsoudovským panstvím jsou uváděny v roce 1654. Od roku 1702 byly připojeny k panství Dolní Kralovice. Po roce 1850 zde vznikl obecní úřad.
V letech 1869–1979 příslušela k Němčicím osada Alberovice.

## Pamětihodnosti
- Sýpka u čp. 20
- Smírčí soud svobodných pánů če. 6